# Anancus
Anancus es un género extinto del orden Proboscidea. Eran mastodontes que alcanzaban los tres metros, con enormes colmillos de 4 metros de longitud. Vivió en zonas boscosas durante el Pleistoceno; sus fósiles se han encontrado en Europa, África y Asia. 

## Taxonomía

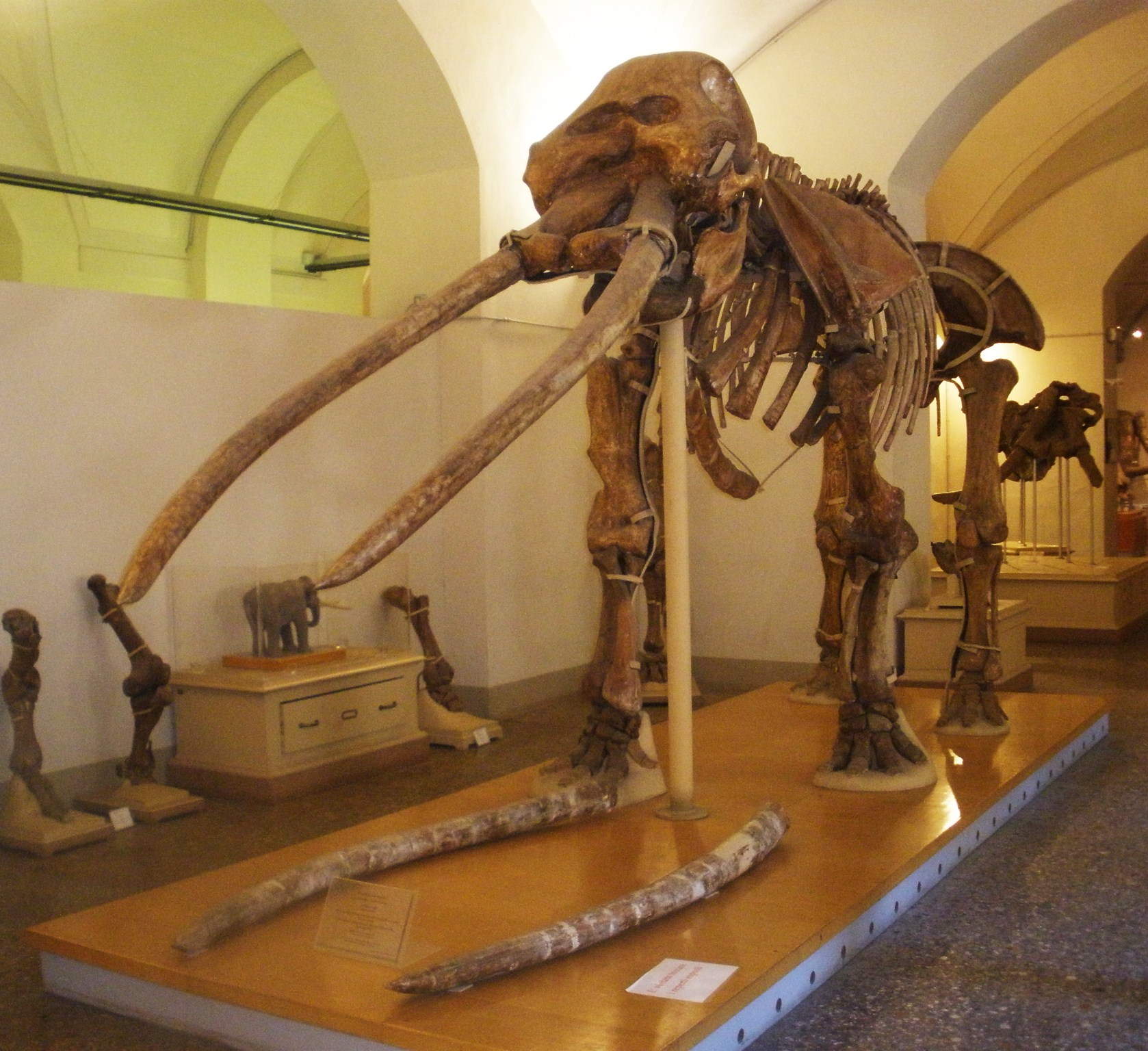
Esqueleto de Anancus arvernensis.

Anancus fue nombrado por Aymard en 1855. La especie tipo es Anancus arvernensis (Croizet y Jobert, 1828). Anancus fue asignado al suborden Elephantiformes por Jeheskel Shoshani, Ph.D. y P. Tassy en 1996. Fue entonces asignado a la familia Gomphotheriidae por Carroll en 1988. Fue asignado a la familia Elephantidae por McKenna y Bell en 1997 y por Lambert y Shoshani en 1998. Anancus fue asignado a la superfamilia de Elephantoidea por Kalb y Froelich en 1995 y Shoshani y Tassy en 2005. En 2009, L. Hautier, HT Mackaye, F. Lihoreau, P. Tassy, P. Vignaud y M. Brunet lo asignaron de forma colectiva a la subfamilia Anancinae.

## Descripción
Anancus medía alrededor de 3 metros de altura, con un peso de hasta 5-6 toneladas, y se parecía mucho a un elefante moderno. Tenía dos colmillos, mientras que la mayoría de los otros gonfotéridos tenían cuatro. Aparte de sus piernas algo más cortas, Anancus también era diferente de los elefantes modernos en que sus colmillos eran mucho más largos, de hasta 4 metros de longitud. Los colmillos eran posiblemente armas de defensa, no muy diferente de los elefantes de hoy. Los molares no se componen de láminas como las de los verdaderos elefantes, sino que tenían cúspides, como los molares de los tapires y cerdos; Anancus parece haber vivido en los bosques, comiendo árboles y arbustos y la excavando tubérculos y raíces en el suelo del bosque, y desapareció cuando estos bosques dieron paso a los pastizales.
Aunque no es tan famoso, Anancus fue al menos tan grande como sus primos los mamuts.

## Especies
- Anancus alexeevae
- Anancus arvernensis - especie tipo
- Anancus cuneatus
- Anancus perimensis
- Anancus sinensis
- Anancus sivalensis
- Anancus osiris
- Anancus petrocchii
- Anancus kenyensis

## Galería

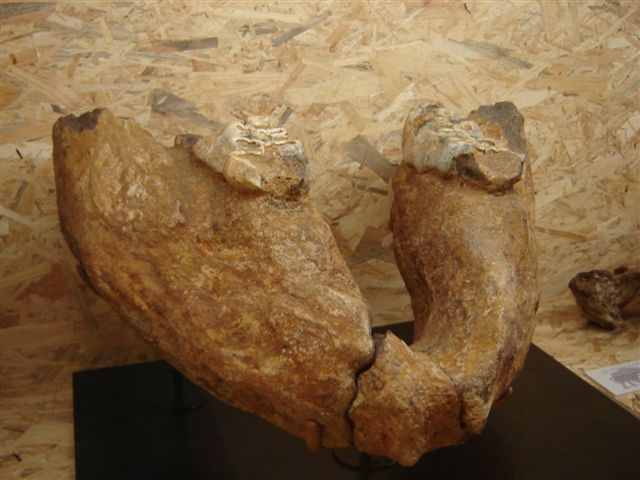
Mandíbula de un Anancus
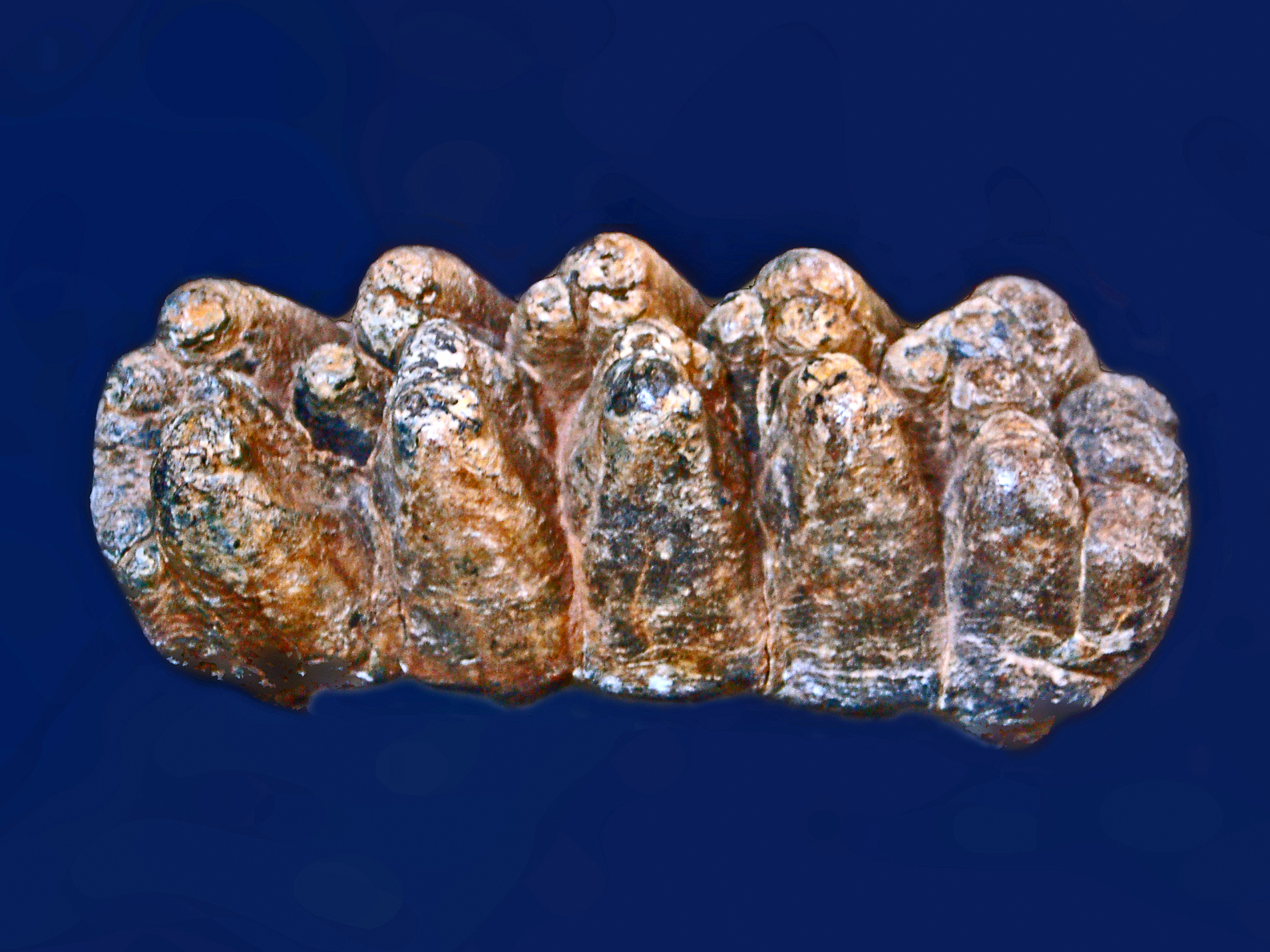
Molar de un Anancus arvernensis